# Zoutman
Zoutman nv is een Belgisch familiebedrijf gespecialiseerd in het raffineren en verdelen van zeezout. Het hoofdkantoor is gevestigd te Roeselare, de belangrijkste productiefaciliteit bevindt zich in de zeehaven van Gent. Het bedrijf levert zout voor onder meer het gebruik in voeding (keukenzout), als gladheidsbestrijding (strooizout), industrie (veevoeders en landbouw), onthardingszout (vaatwas en waterontharders) en zwembadzout. 
De broers Peter en Bart Sobry begonnen in 1990 een handel in zeezout. In 1997 werd, na de overname van Eurasalt, Zoutman nv opgericht. In 2004 opende het bedrijf aan het Kluizendok te Gent de grootste overdekte zoutterminal van Europa. In 2016 werd de productiesite in Roeselare uitgebreid met een tweede productietoren. In 2023 werd in Gent de hoogste en modernste zouttoren ter wereld in gebruik genomen.